# Jürgen Schnakenberg
Jürgen Schnakenberg (* 7. September 1937 in Bremen) ist ein deutscher Physiker und emeritierter Professor für Theoretische Physik an der RWTH Aachen.
Jürgen Schnakenberg promovierte 1962 bei Friedrich Hund an der Universität Göttingen zum Thema „Über eine Näherung für Gitterelektronen in äußeren Feldern“. 1969 habilitierte er sich ebenda. Von 1969 bis 1971 war er Dozent in Würzburg und Köln. 1972 übernahm er die Professur in Aachen, bis zu seiner Emeritierung im Jahr 2002.
Schwerpunkt seiner wissenschaftlichen Arbeit sind die Statistische Physik fern vom thermodynamischen Gleichgewicht und die Biophysik. Er hat eine Reihe von Lehrbüchern zur Elektrodynamik, Quantenphysik, Statistischen Physik und Biophysik verfasst. Zudem hat
er über das Verhältnis von Religion und Naturwissenschaften publiziert.

## Schriften
- Network theory of microscopic and macroscopic behavior of master equation systems, Rev. Mod. Phys. 48, 571 (1976), doi:10.1103/RevModPhys.48.571.